# Acoustic Revolution Live at Nissin Power Station 1991.3.26
Acoustic Revolution Live at Nissin Power Station 1991.3.26は、桑田佳祐のライブビデオ。1991年10月2日にVHSLDが発売された。2001年12月5日にはDVDにて再発された。発売元はビクターエンタテインメント。

## 解説
1991年3月24日～26日、日清パワーステーションにて行われたライブ。60年代・70年代のROCK & POPSの名曲を、桑田佳祐が熱い思いを込めて歌った。ライブハウスという小規模なスペースを活かしての音楽と映像のドッキングという試みが行われた。再発された際、ボーナスビデオクリップとして「クリといつまでも」が追加収録された。

## 収録曲
1. この素晴らしき世界 - What A Wonderful World
  - オリジナルはルイ・アームストロングが1967年に発表した楽曲。
2. 悲しみはぶっとばせ - You've Got To Hide Your Love Away
  - オリジナルはビートルズが1965年に発表した楽曲。
3. プラウド・メアリー - Proud Mary
  - オリジナルはクリーデンス・クリアウォーター・リバイバルが1969年に発表した楽曲。
4. ワイルドでいこう! - Born To Be Wild
  - オリジナルはステッペンウルフが1968年に発表した楽曲。
5. イージー・ナウ - Easy Now
  - オリジナルはエリック・クラプトンが1970年に発表した楽曲。
6. ダンス・ウィズ・ミー - Dance With Me
  - オリジナルはオーリアンズが1975年に発表した楽曲。
7. 孤独の旅路 - Heart Of Gold
  - オリジナルはニール・ヤングが1972年に発表した楽曲。
8. タイト・ロープ - Tight Rope
  - オリジナルはレオン・ラッセルが1972年に発表した楽曲。
9. 瞳の中の愛 - I Saw The Light
  - オリジナルはトッド・ラングレンが1972年に発表した楽曲。
10. スターマン - Starman
  - オリジナルはデヴィッド・ボウイが1972年に発表した楽曲。
11. サンシャイン・ラヴ - Sunshine Of Your Love
  - オリジナルはクリームが1967年に発表した楽曲。
12. 天国への階段 - Stairway To Heaven
  - オリジナルはレッド・ツェッペリンが1971年に発表した楽曲。
13. やさしく笑って - Smile Please
  - オリジナルはスティーヴィー・ワンダーが1974年に発表した楽曲。
14. 母と子の絆 - Mother And Child Reunion
  - オリジナルはポール・サイモンが1972年に発表した楽曲。
15. アイム・ノット・イン・ラヴ - I'm Not In Love
  - オリジナルは10ccが1975年に発表した楽曲。
16. ア・デイ・イン・ザ・ライフ - A Day In The Life
  - オリジナルはビートルズが1967年に発表した楽曲。
17. 時代は変る - The Times They Are A-Changin
  - オリジナルはボブ・ディランが1964年に発表した楽曲。
18. 風に吹かれて - Blowin' In The Wind
  - オリジナルはボブ・ディランが1963年に発表した楽曲。
19. サマータイム・ブルース - Summertime Blues
  - オリジナルはエディ・コクランが1958年に発表した楽曲。ザ・フーによるカバーバージョンが有名。
20. ハロー・アイ・ラヴ・ユー - Hello, I Love You
  - オリジナルはドアーズが1968年に発表した楽曲。
21. 黒くぬれ! - Paint It, Black
  - オリジナルはローリング・ストーンズが1966年に発表した楽曲。
22. テレグラム・サム - Telegram Sam
  - オリジナルはT・レックスが1972年に発表した楽曲。
23. オー・プリティ・ウーマン - Oh, Pretty Woman
  - オリジナルはロイ・オービソンが1964年に発表した楽曲。
24. レイン - Rain
  - オリジナルはビートルズが1966年に発表した楽曲。
25. ドント・ウォーリー・ベイビー - Don't Worry Baby
  - オリジナルはザ・ビーチ・ボーイズが1964年に発表した楽曲。
26. この世の果てまで - End Of The World
  - オリジナルはスキーター・デイヴィスが1962年に発表した楽曲。
27. クリといつまでも（ボーナスビデオクリップ）
  - SUPER CHIMPANZEEのシングル曲。再発盤（DVD）のみ収録。

## 参加ミュージシャン
- 桑田佳祐：Vocal, Guitar
- 小林武史：Keyboard
- 小倉博和：Guitar
- 中西俊博：Violin
- 佐橋佳幸：Guitar
- KEITH：Drums
- 前田康美：Chorus
- 倉本ひとみ（Han-na）：Chorus
- 角田俊介：Operator